# Mikelenge
Mikelenge est une commune du sud-ouest de la ville de Kindu en république démocratique du Congo. Elle fut l'historique cité de la ville, en rive gauche du fleuve Congo.